# Franhueberia
Franhueberia Hoffman et Tomescu, 2013 es un género de Tracheophyta perteneciente a la subdivisión Euphyllophytina. Los restos fósiles de la única especie conocida en el género, Franhueberia gerriennei Hoffman et Tomescu, 2013, fueron hallados en un yacimiento de la Formación Battery Point del periodo Emsiense del Devónico inferior en las proximidades de la Bahía de Gaspé, en la localidad de Douglastown, provincia de Quebec, Canadá.
Los fósiles de Frahueberia gerriennei son parte de una colección recolectada por Francis M. Hueber en 1965 y presentan únicamente los tejidos primarios. Estos restos están formados por un eje estrecho, con estela de tipo protostela de maduración mesarca con un cilindro central de xilema. Presenta tanto traqueidas de protoxilema como de metaxilema, estas últimas con punteaduras circulares a ovales. El xilema secundario está formado por traqueidas de perfil rectangular y punteaduras en patrón escaleriforme que forman haces rectos uniseriados. El tejido secundario es originado tanto por el cambium vascular como por división multiplicativa. Franhueberia es el ejemplo más antiguo conocido de xilema secundario junto a un resto mal caracterizado de la misma localidad de origen y Armoricaphyton chateaupannense.

## Descripción
Los restos fósiles conocidos del género Franhueberia están formados por los tejidos vasculares de un único eje de forma que se desconoce por completo la morfología general de la planta. 
El eje conservado tiene una longitud total de 27 mm estando truncado en ambos extremos. Tiene perfil oval, probablemente debido a la compresión sufrida durante el proceso de fosilización, con entre 1,9 y 1,2 mm de grosor. El cilindro vascular de Franhueberia es una estela de tipo protostela de 0,5 mm de diámetro con xilema primario en un haz de 1,9 mm. Aunque el patrón de maduración de la estela no se observa con claridad ha sido establecido como mesarco debido principalmente a la ausencia de traqueidas de protoxilema en el perímetro del xilema. Las traqueidas de xilema primario se encuentran en su mayoría comprimidas por razones tafonómicas pero las situadas en la región central muestran una luz de 8 μm. Algunas muestras extraídas presentan un metaxilema bien conservado consistente en traqueidas de diámetro variable entre 7 y 15 μm. Estas traqueidas poseen punteaduras circulares a ovales, a veces biseriadas, de entre 4,4 y 6,6 μm de diámetro y gruesas paredes celulares. Las traqueidas de metaxilema situadas en la periferia de la estela tienen un patrón de engrosamiento escaleriforme con punteaduras multiseriadas similares a las presentes en el xilema secundario.
La zona límite entre el xilema primario y el xilema secundario está muy bien delimitada gracias al diferente diámetro y grosor de las paredes celulares de las traqueidas. En sección radial estas aparecen muy estrechas, redondeadas y con paredes delgadas en el xilema primario y rectangulares y con pared gruesa en el secundario. En sección longitudinal las traqueidas del xilema primario se muestran alargadas y sin punteaduras y las de xilema secundario finas y multipunteadas. La capa de xilema secundario es ancha, de unos 0,7 mm de espesor y está formada por haces radiales de unas 25 traqueidas de longitud. Las traqueidas del xilema secundario se originan tanto en el cámbium no estratificado como por división multiplicativa. Poseen una anchura radial al eje de unos 29,5 μm, tangencial al eje de 19,5 μm y una longitud máxima de 670 μm poseyendo punteaduras con patrón de distribución escaleriforme en todos sus lados. Estas multipunteaduras, a su vez, están compuestas por grupos de alrededor de 10 punteaduras simples consecutivas con entre 2,6 y 6,9 μm de luz cada una.

## Distribución y hábitat
El yacimiento de origen de los fósiles de la especie Franhueberia gerriennei es un afloramiento correspondiente a la Formación Battery Point situado en los alrededores de la bahía de Gaspé, cerca de la localidad de Douglastown, provincia de Quebec, Canadá. Si bien los estratos correspondientes a esta formación tienen edades comprendidas entre el Emsiense temprano y el Emsiense tardío (Devónico inferior) la unidad litológica de origen de las muestras ha sido bien datada entre 402 y 394 millones de años, correspondiendo al final del periodo. Según los análisis geológicos efectuados, estas rocas calcáreas recolectadas en 1965 por Francis M. Hueber fueron depositadas en un ambiente de transición entre una facies fluvial y una facies litoral.

## Taxonomía
El nombre de género Franhueberia le fue dado a estos fósiles en reconocimiento a Francis M. Hueber, paleontólogo del Smithsonian Institute que recolectó los restos. El epíteto específico, Gerriennei hace referencia al también paleontólogo Philippe Gerrienne, de la Universidad de Lieja, Bélgica, que ha desarrollado importantes investigaciones sobre flora devónico.
En el registro paleontológico del Devónico inferior únicamente existen tres ejemplos de la presencia de un xilema secundario similar a los restos conocidos de Franhueberia. Dos de ellos son secciones de material vascular recolectado por Philippe Gerrienne, un ejemplar del Emsiense final de New Brunswick y otro posterior, del Pragiense final, de Châteaupanne, ambos sin adscripción genérica. El tercer espécimen es Armoricaphyton chateaupannense, identificado posteriormente a Frahueberia en un yacimiento de Francia, y que muestra características similares. Franhueberia es el más completo de los de su localidad y muestra las principales características del crecimiento secundario en las ramificaciones, presencia de traqueidas alineadas radialmente, división multiplicativa y tejido secundario axial y radial. Este tejido se muestra tan desarrollado que es prácticamente idéntico al que exhiben algunas coníferas actuales, especialmente el género Pinus. Por lo que se conoce en la actualidad el desarrollo de tejido secundario tuvo lugar de forma independiente en los representantes del clado Lycophyta y en los de Euphyllophyta aunque de forma aún desconocida. Dejando aparte el desarrollo del xilema secundario la presencia de un metaxilema caracterizado por la presencia de traqueidas con patrón de engrosamiento escaleriforme, con punteaduras ovales a circulares es característico de las especies de Euphyllophyta devónicas mientras que otras características del género pueden incluso recordar a la anatomía de Cladoxylopsida, clase muy posterior. Se admite, pues que la relación de Franhueberia con Euphyllophyta es muy consistente y a día de hoy se considera un representante basal del grupo.